# 蒙贝基
蒙贝基（法語：Monbéqui，法語發音：[mɔ̃beki]）是法国奥克西塔尼大区塔恩-加龙省的一个市镇，属于蒙托邦区。

## 地理
蒙贝基（43°53'33"N, 1°14'23"E）面积6.78 平方千米，位于法国奧克西塔尼大區塔恩-加龙省，该省份为法国西南部内陆省份，北起顺时针与洛特省、阿韦龙省、塔恩省、上加龙省、热尔省和洛特-加龙省接壤。
与蒙贝基接壤的市镇（或旧市镇、城区）包括：贝桑斯、菲南、马斯格勒尼耶、蒙巴尔捷、加龙河畔凡尔登。

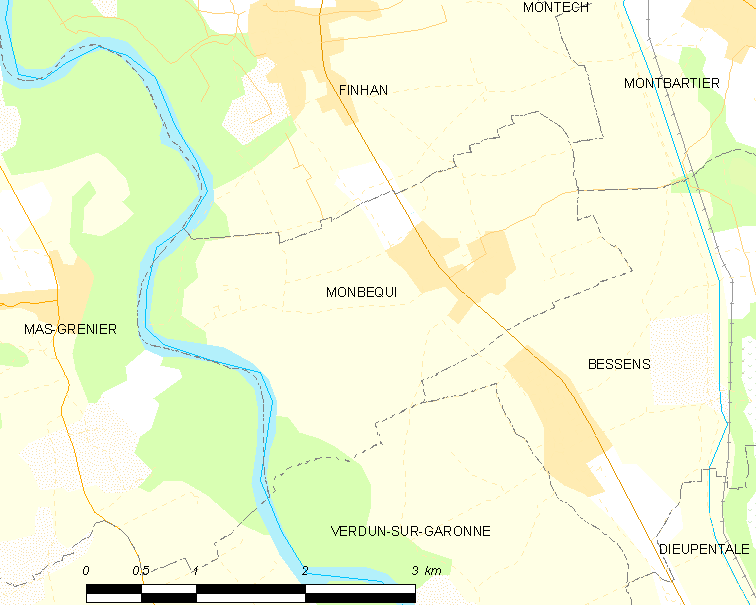
蒙贝基的OSM定位图

蒙贝基的时区为UTC+01:00、UTC+02:00（夏令时）。

## 行政
蒙贝基的邮政编码为82170，INSEE市镇编码为82114。

## 政治
蒙贝基所属的省级选区为蒙泰什县。

## 人口

1962-2008年间蒙贝基人口变化图示

蒙贝基于2022年1月1日时的人口数量为656人。

## 图集

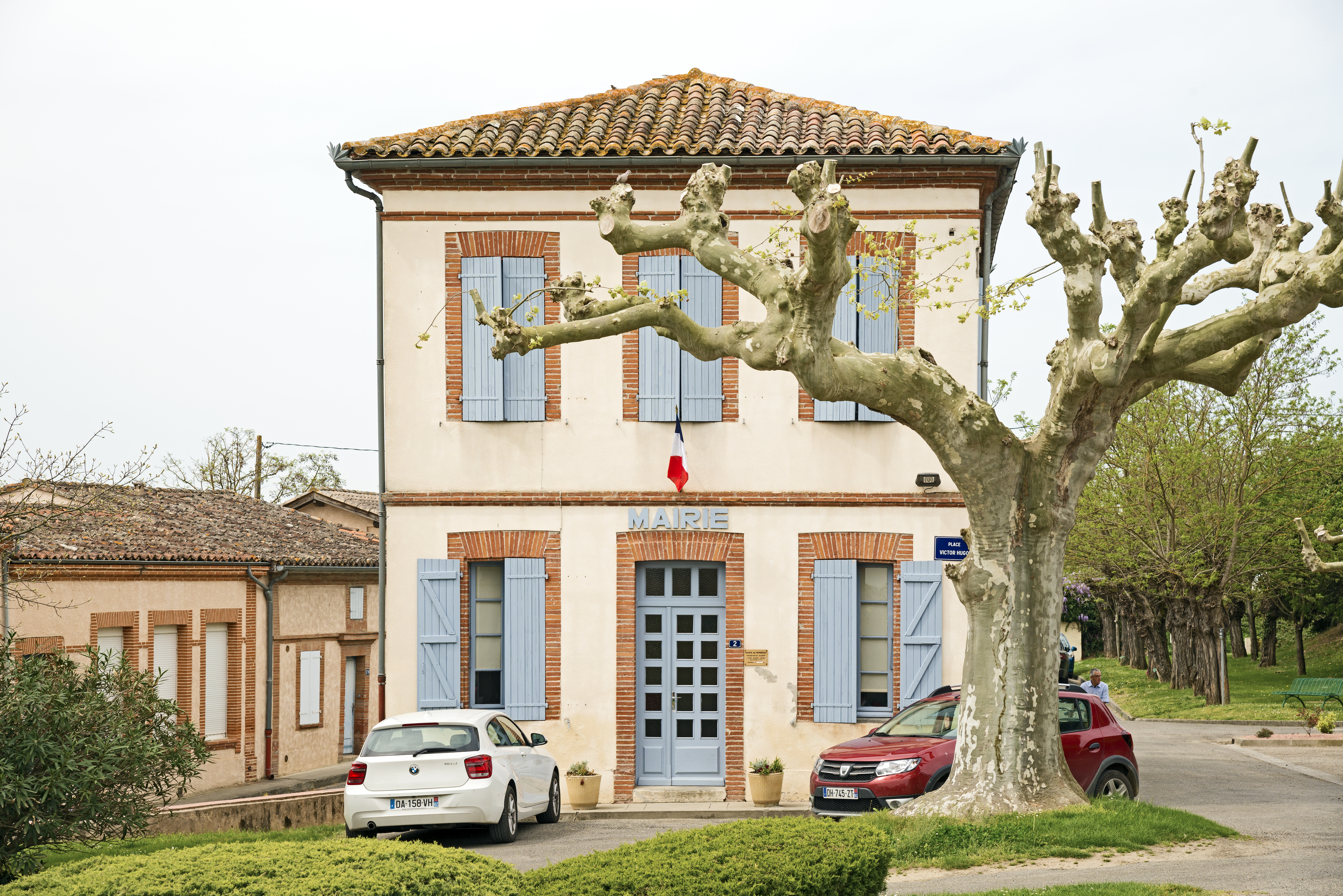
市政厅
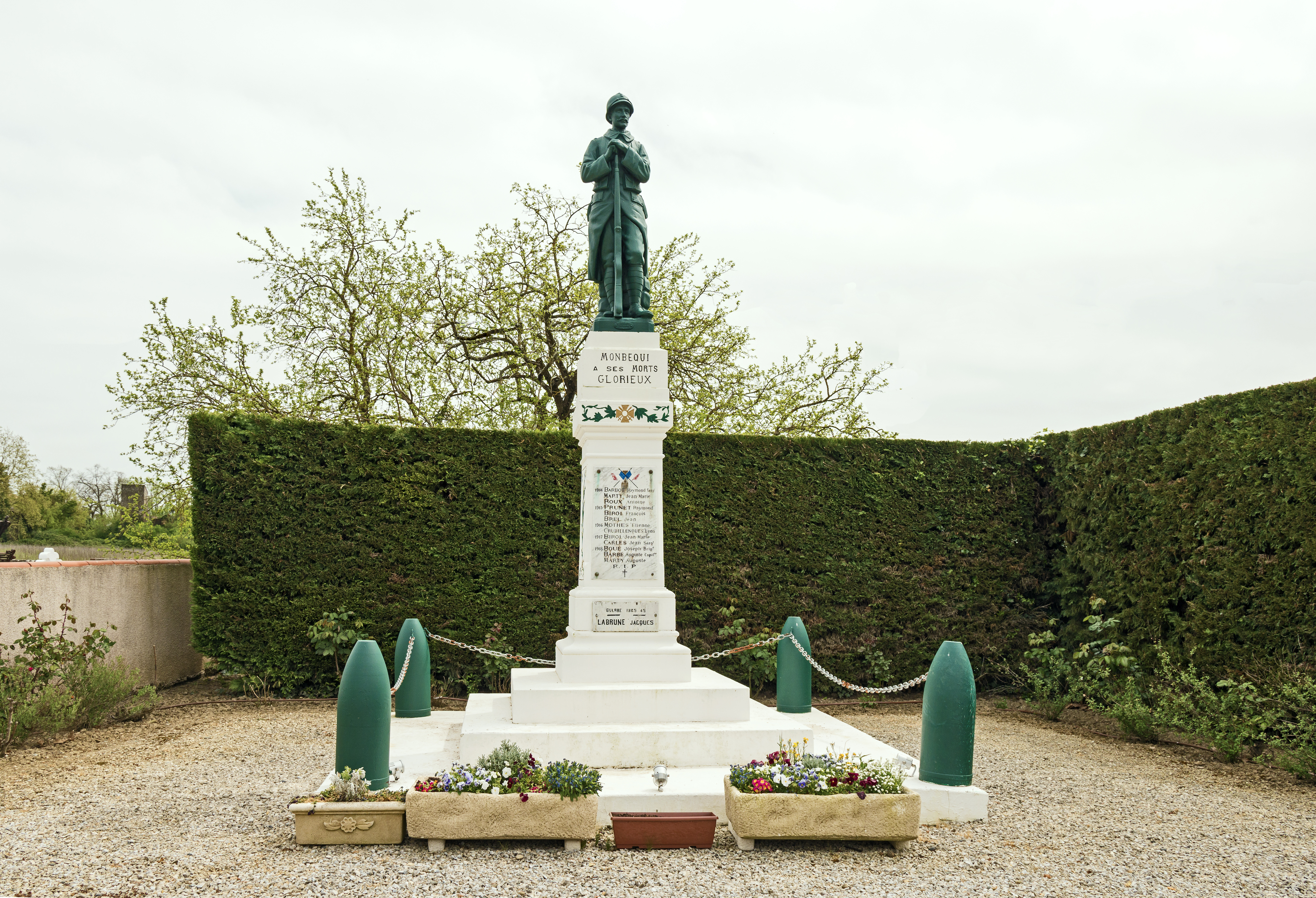
戰爭紀念碑
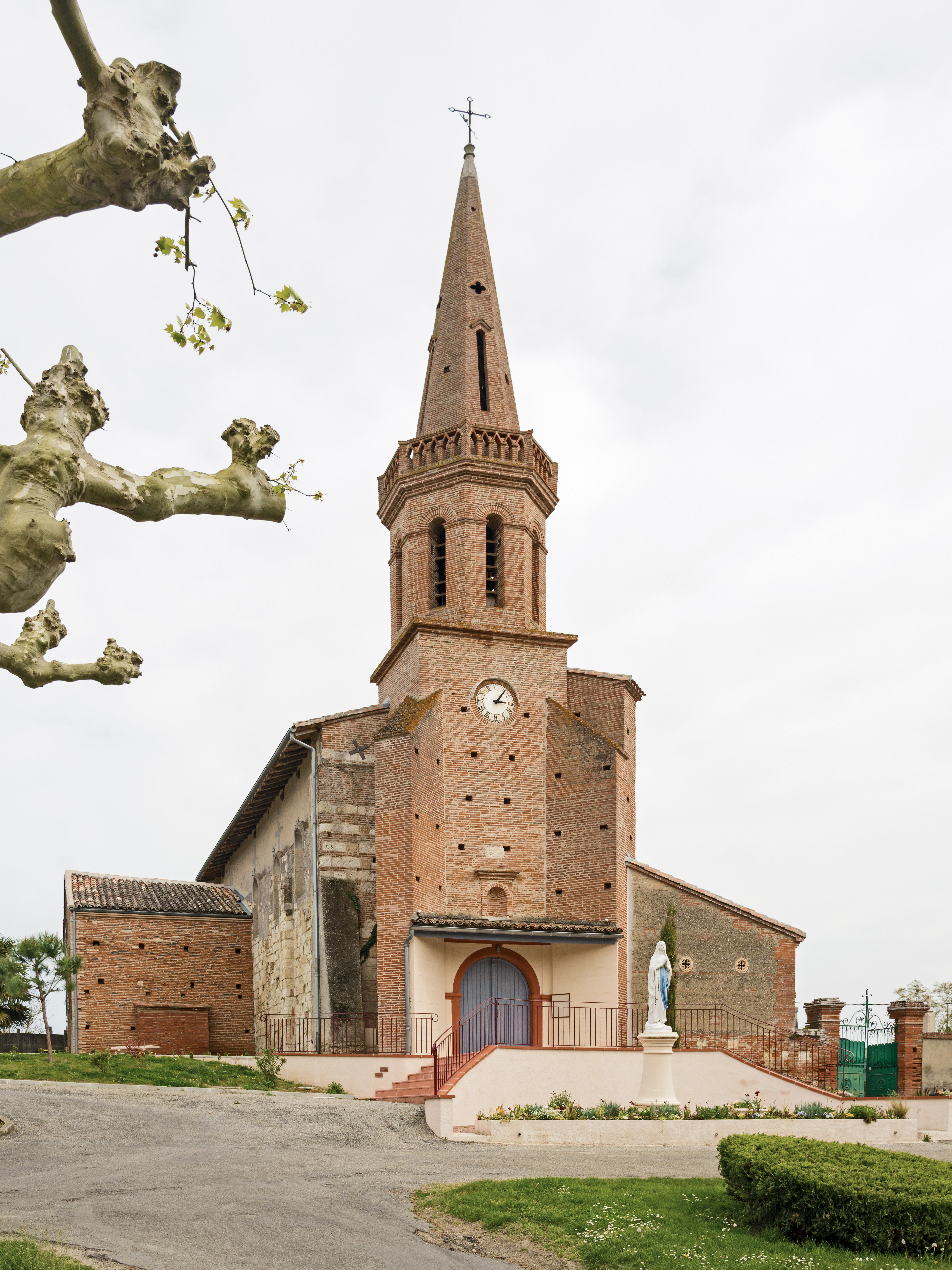
教堂